# Robosapien
Robosapien – robot humanoidalny, produkowany od 2004 roku przez firmę Wow Wee. Robot ma 67 funkcji takich jak chodzenie, podnoszenie przedmiotów czy taniec i jest kontrolowany poprzez dołączony pilot, komputer lub PDA wyposażony w port podczerwieni. Projektantem robota jest naukowiec z NASA dr Mark Tilden.